# 1975 en science-fiction
| Années de la science-fiction : 1972 - 1973 - 1974 - 1975 - 1976 - 1977 - 1978    |
| Décennies de la science-fiction : 1940 - 1950 - 1960 - 1970 - 1980 - 1990 - 2000 |

L'année 1975 a été marquée, en matière de science-fiction, par les événements suivants.

## Naissances et décès

### Naissances
- 19 août : Louis Laforce, écrivain québécois.

### Décès
- 8 juin : Murray Leinster, écrivain américain, mort à 78 ans.
- 9 novembre : Ludwig Turek, écrivain allemand, mort à 77 ans.

## Événements
- Univers, première publication de ce magazine de science-fiction français dirigé par Jacques Sadoul et Yves Frémion.

## Prix

### Prix Hugo
- Roman : Les Dépossédés (The Dispossessed) par Ursula K. Le Guin
- Roman court : Chanson pour Lya (A Song for Lya) par George R. R. Martin
- Nouvelle longue : À la dérive au large des ilôts de Langerhans Lat. 38°54' N, Long. 77°00'13" W (Adrift Just Off the Islets of Langerhans: Latitude 38° 54' N, Longitude 77° 00' 13" W) par Harlan Ellison
- Nouvelle courte : Rencontre avec un trou noir (The Hole Man) par Larry Niven
- Film ou série : Frankenstein Junior, réalisé par Mel Brooks
- Éditeur professionnel : Ben Bova
- Artiste professionnel : Frank Kelly Freas
- Magazine amateur : The Alien Critic (Richard E. Geis, éd.)
- Écrivain amateur : Richard E. Geis
- Artiste amateur : William Rotsler
- Prix Campbell : P. J. Plauger
- Prix spécial : Donald A. Wollheim pour the fan who has done everything
- Prix spécial : Walt Lee pour Reference Guide to Fantastic Films
- Prix Gandalf (grand maître) : Fritz Leiber

### Prix Nebula
- Roman : La Guerre éternelle (The Forever War) par Joe Haldeman
- Roman court : Le Retour du bourreau (Home is the Hangman) par Roger Zelazny
- Nouvelle longue : San Diego Lightfoot Sue (San Diego Lightfoot Sue) par Tom Reamy
- Nouvelle courte : Dernier Zeppelin pour cet univers (Catch that Zeppelin!) par Fritz Leiber
- Scénario de film : Mel Brooks et Gene Wilder pour Frankenstein Junior (Young Frankenstein)
- Grand maître : Robert A. Heinlein

### Prix Locus
- Roman : Les Dépossédés (The Dispossessed) par Ursula K. Le Guin
- Roman court : Né avec les morts (Born with the Dead) par Robert Silverberg
- Nouvelle longue : À la dérive au large des ilôts de Langerhans Lat. 38°54' N, Long. 77°00'13" W (Adrift Just Off the Islets of Langerhans: Latitude 38° 54' N, Longitude 77° 00' 13" W) par Harlan Ellison
- Nouvelle courte : À la veille de la Révolution (The Day Before the Revolution) par Ursula K. Le Guin
- Recueil de nouvelles d'un auteur unique : The Best of Fritz Leiber par Fritz Leiber
- Anthologie originale : Universe 4 par Terry Carr, éd.
- Anthologie rééditée : Before the Golden Age par Isaac Asimov, éd.
- Magazine : The Magazine of Fantasy & Science Fiction
- Magazine amateur : Outworlds
- Critique : P. Schuyler Miller
- Maison d'édition pour livres brochés : Science Fiction Book Club
- Maison d'édition pour livres de poche : Ballantine Books
- Artiste professionnel : Frank Kelly Freas
- Artiste amateur : Tim Kirk

### Prix British Science Fiction
- Roman : Orbitville (Orbitsville) par Bob Shaw

### Prix E. E. Smith Memorial
- Lauréat : Gordon R. Dickson

### Prix Seiun
- Roman japonais : Ore no chi wa tanin no chi par Yasutaka Tsutsui

### Prix Apollo
- L'Enchâssement (The Embedding) par Ian Watson

### Grand prix de l'Imaginaire
- Roman francophone : L'Homme à rebours par Philippe Curval
- Nouvelle francophone : Thomas par Dominique Douay

## Parutions littéraires

### Romans
- L'Autre Moitié de l'homme par Joanna Russ.
- Les Clowns de l'Éden par Alfred Bester.
- L'Héritage d'Hastur par Marion Zimmer Bradley.
- L'Homme stochastique par Robert Silverberg.
- I.G.H. par J. G. Ballard.
- Le Jeune Homme, la Mort et le Temps par Richard Matheson.
- La Pierre des étoiles par Roger Zelazny.

### Recueils de nouvelles et anthologies
- Isaac Asimov
  - Cher Jupiter
  - Flûte, flûte et flûtes !

- Série « Univers »
  - Univers 01 (juin 1975)
  - Univers 02 (septembre 1975)

### Nouvelles
- Point de vue par Isaac Asimov.
- La Vie et les Œuvres de Multivac par Isaac Asimov.

### Bandes dessinées
- L'Ambassadeur des Ombres, album de la série Valérian et Laureline, écrit par Pierre Christin et dessiné par Jean-Claude Mézières.
- Les Trois Soleils de Vinéa,  11e album de la série Yoko Tsuno, écrit et dessiné par Roger Leloup.

## Sorties audiovisuelles

### Films
- Apocalypse 2024 par L.Q. Jones.
- Demain les mômes par Jean Pourtalé.
- Hu-Man par Jérôme Laperrousaz.
- Les Femmes de Stepford par Bryan Forbes.
- La Nuit des extraterrestres par Richard A. Colla.
- La montagne ensorcelée par Andy Fickman.
- New York ne répond plus par Robert Clouse.
- Psychic Killer par Ray Danton.
- Rollerball par Norman Jewison.

### Téléfilms
- The Trap par Peter Watkins.

### Séries
- Cosmos 1999, saison 1.
- Goldorak.